# サポテカ文明

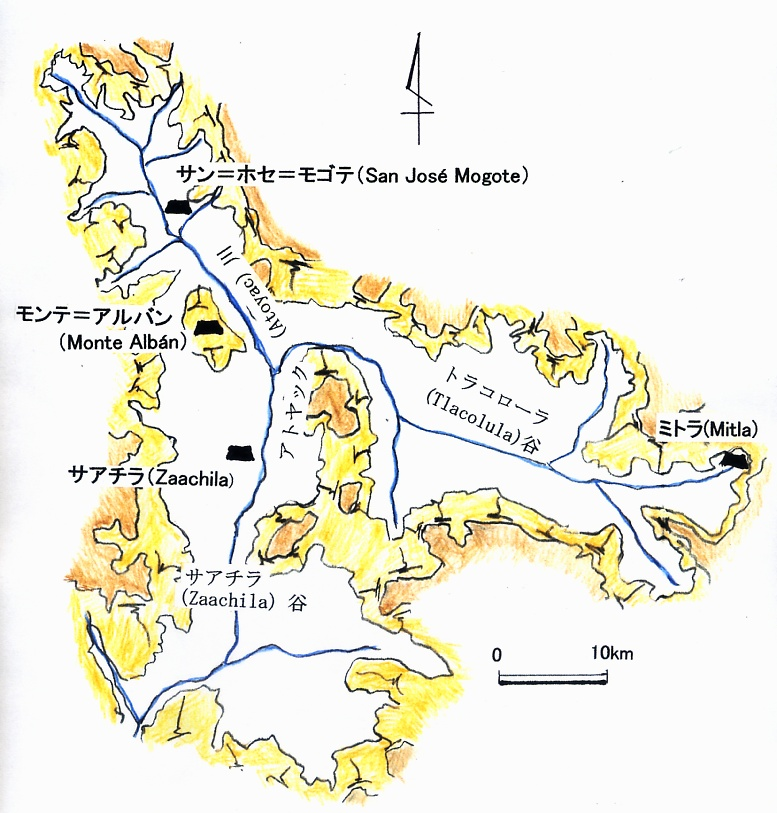
オアハカ盆地の遺跡位置図

サポテカ（またはサポテック、サポテカ文化、サポテカ文明）は、メキシコ南部、オアハカ州のモンテ・アルバンを中心として栄えていたとされる文明。その開始時期については、先古典期前期末のサン・ホセ・モゴテのティエラ・ラルガス相(Tierra Largas；1400B.C.～1150B.C.)の時期と考えられる。この時期にサン・ホセ・モゴテは、7.8haほどの集落となり、その規模は、オアハカ盆地の他の集落の5～8倍であった。この頃、メソアメリカでは最古の部類に属する5.5m×4.5mほどの長方形を呈する6号建造物をはじめとした公共建造物が築かれるようになった。ロサリオ相(Rosario；700B.C.～500B.C.)になると人口は1300～1400人ほどになり、サン=ホセ=モゴテの首長は、翡翠の装飾品を身につけるようになり、頭蓋変形や黒曜石の短剣を用いた放血儀礼(Bloodletting)などが行われていたこともわかっている。首長は、生前は、中庭のある日干し煉瓦の家に住み、死後には、その遺体は豪華な墓に埋葬された。ロサリオ相の終末期には、神殿と思われる公共建造物の入り口の敷居部分から発見された石碑3号にみられるように、象形文字を刻んだ石碑が建てられるようになる。石碑3号に刻まれた犠牲にささげられた捕虜の名前の「一の地震」は、現在のところ確認可能なメソアメリカ最古の文字の使用例であるとともに、最古の260日暦の使用例であることで知られる。サン・ホセ・モゴテは、500B.C.頃放棄されたと考えられる。

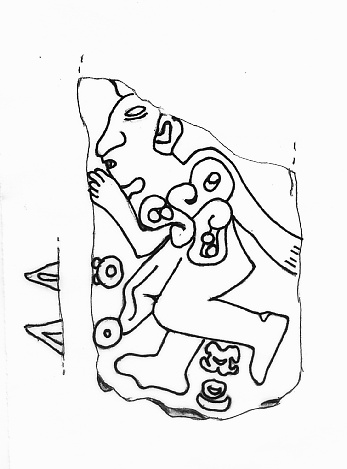
サン・ホセ・モゴテの石碑3号

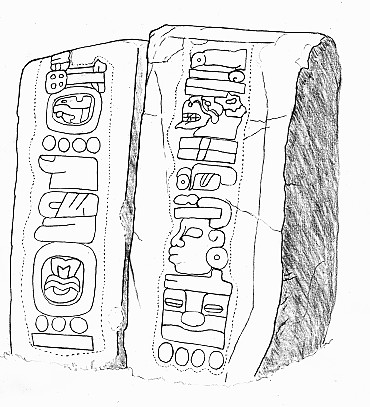
石碑12号と13号。暦に関する文字が刻まれている。

その契機となったのは、先古典期中期から後期にかけてのオアハカ盆地での抗争の激化であり、盆地北部のエトラ（Etla）谷のサン・ホセ・モゴテと、盆地東部のトラコローラ(Tlacolula)谷地域の勢力と盆地南部のバジェ・グランデ（Valle Grande）又はサアチラ（Zaachila）谷地域の勢力がオアハカ盆地の覇権を争い、モンテ・アルバンが建設される直前の時期には、丘の上に防御機能を持った集落が次々と建設された。この争いの終結は、前500年頃とされるモンテ・アルバンの建設により終息したが、その起源については、トラコローラ、バジェ・グランデの連合体が、サン・ホセ・モゴテに対抗して、モンテ・アルバンを築いたという説と、サン・ホセ・モゴテが前二者に対抗してモンテ・アルバンを築いたという二つの説があり、後者の説がいまのところ有力とされている。
モンテ・アルバンI（前500年～前100年）で知られているのは、中央広場南西部隅にある「踊る人々の神殿」（Temple of the Danzantes）で、神殿の周囲におかれた石彫には、あたかも踊っているように見える人物像「Danzante」や未解読のサポテカ文字とともにマヤにも受け継がれることになる点と棒表記の数字が暦と思われる表記とともに刻まれている石碑が建立された。「踊る人々」の石彫は、140以上見られ、モンテ・アルバンの支配者によって捕虜にされて拷問にかけられたり、殺害された首長や王たちを刻んでいると推定されている。このような石彫を刻むことによってモンテ・アルバンの支配者の権力、軍事力を誇示し、正当化する意味があったと考えられている。人物像の脇に刻まれたサポテカ文字は犠牲になった人物の名前を示していると考えられる。モンテ・アルバンII期（前100年～200年）にかけて、都市の西部と北部に約3kmにわたって防御壁が築かれ、ダムと約2kmにわたる用水路が建設された。モンテ・アルバンの人口は紀元前100頃には1万7000人、オアハカ盆地全体では、5万人に達したと推定される。
その後、テオティワカンとの交流を受けつつ、モンテ・アルバンIII期（200年～750年）には、最終的にモンテ・アルバンに集中した人口は、2万5000人を数えるまでになり、規模も6.5km2に拡大した。盆地全体の人口は、一時期11万人を超えたと考えられている。モンテ・アルバンの中央広場が完全に建物で囲まれたのがこの時期である。III期の後半、すなわちIIIb期は、広場の出入り口が3ヶ所に限られ、防御性が増したことから、貧富の差が拡大し、庶民層の不満が高まって不安定になっていったとも考えられる。
モンテ・アルバンIV期（750年～1000年）には、モンテ・アルバンは、人口4,000人ほどのセンターに衰退した。盆地全体の人口は、7万人に減少し、盆地南部のハリエサが人口1万6,000人をかかえる盆地最大の集落となった。しかしモンテ=アルバンに見られるような大建造物に囲まれた中央広場は築かれず、小センター同士が争う分裂抗争の時代となった。
また、特筆すべきなのは、このころから、美しい階段文様や雷文の建物で知られるミトラが盆地南部のトラコローラ河谷に興り、本格的に活動し始め、また、サアチラも発展し、墓地の壁画やレリーフには見るべきものが多い。これらのセンターは一部を除いて後古典期まで続くこととなる。